# Медный бунт
Медный бунт — восстание городских низов против повышения налогов и выпуска обесценившихся медных монет, произошедшее в Москве 25 июля (4 августа) 1662 года.
Избыточный выпуск необеспеченных (номинал многократно превышает рыночную стоимость содержащегося в монете металла) медных денег привёл к их значительному обесцениванию в сравнении с серебряными. Через год после бунта чеканка медных монет была прекращена.
Как и Соляной бунт, Медный бунт был в основном выступлением бедноты против неудачной политики первых Романовых и конкретно правительства Алексея Михайловича.

## Причины бунта
В XVII веке в Русском царстве не было собственных золотых и серебряных рудников, и драгоценные металлы ввозились из-за границы. На Денежном дворе из иностранных монет чеканили русскую монету: копейки, деньги и полушки (половина деньги).
Затяжная война с Речью Посполитой потребовала огромных расходов. Чтобы найти деньги на продолжение войны, Фёдор Ртищев предложил выпускать медные деньги по цене серебряных. Налоги собирались серебром, а жалованье раздавалось медью. Мелкая медная монета поначалу действительно имела хождение наравне с серебряными копейками, однако вскоре чрезмерный выпуск ничем не обеспеченных медных денег, которые чеканились в Москве, Новгороде и Пскове, привёл к обесцениванию медных денег. За 6 рублей серебром давали 170 рублей медью. Несмотря на царский указ, все товары резко подорожали.
Финансовая ситуация, сложившаяся в стране, привела к расцвету фальшивомонетничества.

## Развитие и ход бунта
Простой народ был возмущён безнаказанностью бояр.
25 июля (4 августа) 1662 года на Лубянке были обнаружены листы с обвинениями в адрес князя И. Д. Милославского, нескольких членов Боярской думы и богатого гостя Василия Шорина.
Их обвиняли в тайных сношениях с Речью Посполитой, что не имело под собой никакого основания. Но недовольным людям нужен был повод.
Показательно, что объектом всеобщей ненависти стали те же самые люди, которых обвиняли в злоупотреблениях во время Соляного бунта, и точно так же, как за четырнадцать лет до этого, толпа напала и разгромила дом гостя Шорина, собиравшего «пятую деньгу» во всем государстве. Несколько тысяч человек отправились к царю Алексею Михайловичу, находившемуся в своем загородном дворце в селе Коломенском. Неожиданное появление восставших застало царя врасплох, он был вынужден выйти к народу. Ему передали челобитную с требованием снижения цен и налогов и наказания виновных. Под давлением обстоятельств Алексей Михайлович дал слово расследовать дело, после чего успокоившаяся людская масса, поверив обещаниям, повернула обратно.
Навстречу из Москвы двигалась ещё одна многотысячная толпа, настроенная гораздо воинственнее. Мелкие торговцы, мясники, хлебники, пирожники, деревенские люди вновь окружили дворец Алексея Михайловича и на сей раз уже не просили, а требовали выдать им изменников на расправу, угрожая «буде он добром им тех бояр не отдаст, и они у него учнут имать сами, по своему обычаю». Однако в Коломенском уже появились стрельцы и солдаты, отправленные боярами на выручку. После отказа разойтись был отдан приказ применить силу. Безоружную толпу загнали в реку, до тысячи человек было убито, повешено, потоплено в Москве-реке, несколько тысяч арестовано и после следствия сослано.
Г. К. Котошихин описывает кровавый финал медного бунта так:

«И того ж дни около того села повесили со 150 человек, а остальным всем был указ, пытали и жгли, и по сыску за вину отсекали руки и ноги и у рук и у ног пальцы, а иных бив кнутьем, и клали на лице на правой стороне признаки, розжегши железо на красно, а поставлено на том железе „буки“ то есть, бунтовщик, чтоб был до веку признатен; и чиня им наказания, розослали всех в дальние города, в Казань, и в Астарахань, и на Терки, и в Сибирь, на вечное житье… а иным пущим вором того ж дни, в ночи, учинён указ, завязав руки назад посадя в болшие суды, потопили в Москве реке».

Розыск в связи с медным бунтом не имел прецедентов. Всех грамотных москвичей заставили дать образцы своего почерка, чтобы сличить их с «воровскими листами», послужившими сигналом для возмущения. Однако зачинщиков так и не нашли.

## Результаты
Итогом медного бунта стала постепенная отмена медной монеты. В 1663 году медные дворы в Новгороде и Пскове были закрыты, возобновилась чеканка серебряных монет. Медные деньги были полностью изъяты из обращения.